# Antoni Ribas i Piera
|  | Antoni Ribas redirecciona aquí. Per l'actor porno vegeu Toni Ribas |

Antoni Ribas i Piera (Barcelona, 27 d'octubre de 1935 - 3 d'octubre de 2007) va ser un director de cinema i guionista català.

## Biografia
La vida professional d'Antoni Ribas està marcada pel cinema reivindicatiu dels perdedors de la Guerra Civil espanyola que van expressar les seves idees amb la transició democràtica després de la mort de Franco.
En aquell període, Ribas va fer la seva millor pel·lícula com a director La ciutat cremada, era el 1976, un fresc sobre la societat catalana de començaments del segle xx amb la Setmana Tràgica de Barcelona com a rerefons, va guanyar el primer premi del Festival de Cine Ibérico y Latinoamericano de Biarritz.
Després d'aquest èxit, Ribas va rodar la monumental Victòria!, una pel·lícula de vuit hores de metratge que va esdevenir una trilogia als cinemes, són els moments més significatius de la història de Catalunya, que no va tenir l'acceptació del públic, una producció que li va suposar a Ribas grans problemes econòmics.
Ribas va començar el 1993 el difícil rodatge de Terra de canons, un film sobre una família espanyola durant la Guerra Civil, que va portar el cineasta a manifestar-se acampat deu mesos a la Plaça Sant Jaume de Barcelona per a demanar una subvenció al Govern català, que no li va concedir.
Tot i així va continuar la pel·lícula cinc anys després, va aconseguir més de 350.000 signatures de suport i va rebre ajuda de tres-cents productors, entre ells alguns diputats i antics consellers de la Generalitat, com Josep Gomis, per tirar endavant una obra que va comptar amb la producció de l'actor Anthony Quinn.
Ribas treballava en el moment de la seva mort en una pel·lícula autobiogràfica sobre els deu mesos de protesta que va passar a la Plaça Sant Jaume.
Ribas, nascut el 1935 a Barcelona, havia rebut l'Ordre de les Arts i les Lletres de França, en reconeixement de la seva tasca professional, i era llicenciat en Dret i Ciències Econòmiques.
Les seves primeres passes varen ser amb el també director Luis García Berlanga, el cineasta va començar la seva carrera artística com a autor de les obres de teatre El vacío (1964) i Jaque al rey y a la reina (1964), però en el cinema va començar el 1958, quan va treballar com ajudant de direcció de Luis Lucía, Rafael Gil o Luis García Berlanga, concretament a la pel·lícula Plácido. El 1965, es casà amb l'actriu murciana Elena María Tejeiro, matrimoni que s'anul·laria 10 anys més tard, el 1975.
El seu primer llargmetratge va ser Las salvajes de Puente San Gil (1967), per continuar amb Paraules d'amor (1968) -protagonitzada per Joan Manuel Serrat i Serena Vergano i amb guió en col·laboració amb Terenci Moix, basada en la novel·la Tren de matinada de Jaume Picas i L'altra imatge (1973) amb Paco Rabal, Maria Assumpció Balaguer i Julián Mateos.
Ja als anys 90, a part de Terra de canons, Ribas va estrenar Dalí (1991), sobre el pintor empordanès Salvador Dalí, personatge encarnat per Lorenzo Quinn, el fill d'Anthony Quinn. El seu darrer llargmetratge va ser Centenari (2002), basat en la corrupció que gira a l'entorn d'un jugador de futbol que promou noves eleccions en el seu club.
Va morir d'un infart el 3 d'octubre de 2007 a l'Hospital Clínic de Barcelona. La seva segona dona, l'actriu catalana Emma Quer, el va sobreviure.

## Filmografia
- Las salvajes en Puente San Gil (1967)
- Paraules d'amor (1968)
- Amor y medidas (1970)
- L'altra imatge (1973)
- La ciutat cremada (1976)
- Catalans universals (1978)
- Victòria! La gran aventura d'un poble (1983)
- Victòria! La disbauxa del 17 (1983)
- Victòria! El seny i la rauxa (1984)
- El primer torero porno[1] (1985)
- Dalí amb d de Déu (1988)
- Terra de canons (2000)
- Centenario[2] (2004)
- Gàbies d'or[3] (TV Movie) (2004)[4]